# Gregório Taronita (governador de Cáldia)
Gregório Taronita (em grego: Γρηγόριος Ταρωνίτης) foi um governador bizantino do Tema da Cáldia (atual costa nordeste da Turquia banhada pelo mar Negro) que rebelou-se contra o imperador Aleixo I Comneno (r. 1081–1118) em 1103/4 e governou sua província como um governante virtualmente independente até sua derrota em batalha em 1106/7. Ele foi então aprisionado por algum tempo na Prisão de Anemas, antes de obter o perdão imperial. Alguns estudiosos propuseram uma identificação com Gregório Gabras, mas isso é disputado.

## Vida

### Origem e primeiros anos
Gregório pertenceu à aristocrática família Taronita, um clã de origem principesca armênia de Taraunitis. Seus pais são desconhecidos, mas foi o sobrinho do panipersebasto Miguel Taronita, que casou-se com Maria Comnena, a irmã do imperador Aleixo I Comneno (r. 1081–1118). Alguns estudiosos, começando com Karl Hopf, e incluindo Alexander Vasiliev e Claude Cahen, argumentaram que Gregório Taronita foi Gregório Gabras, um nobre atestado pela última vez ca. 1091. Ele era filho de Teodoro Gabras, que havia governado o Tema da Cáldia como um governante praticamente independente de ca. 1075 até sua morte em batalha contra os turcomanos em 1098. Contudo, essa identificação é problemática; como Basile Skoulatos afirma, Ana Comnena, cuja Alexíada é a principal fonte sobre o período, dificilmente teria confundido os dois, que eram ambos seus parentes.
Segundo uma série de cartas do arcebispo Teofilacto de Ócrida, Gregório Taronita originalmente reteve algum ofício civil nos Bálcãs, antes de ser confiado com uma missão no Ponto ca. 1101-1103. Lá, segundo Teofilacto, triunfou contra os turcos seljúcidas e os francos; a carta provavelmente alude a seu papel na libertação de Boemundo I de Antioquia, que havia sido feito cativo pelos turcos em Neocesareia desde sua derrota na Batalha de Melitene em 1100. Após completar sua missão com sucesso, Gregório retornou para Constantinopla, onde Aleixo I nomeou-o duque (governador militar) do Tema da Cáldia no Ponto.

### Governo e rebelião na Cáldia
Em sua chegada em Trebizonda, a capital da província, Gregório resolveu rebelar-se contra Aleixo, e prendeu seu predecessor Dabateno e vários notáveis da cidade. Aleixo de início tentou convencê-lo à submissão pacificamente, oferecendo perdão total, mas Gregório respondeu com poemas insultando o imperador, sua família e a liderança militar e civil. Consequentemente, em 1105/1106, Aleixo enviou contra ele um exército sob o primeiro de Gregório, Sebasto, filho de Miguel. Gregório marchou em direção ao interior para Coloneia, de onde pretendia procurar ajuda dos danismêndidas de Sebasteia, mas João enviou seus mercenários francos na frente e conseguiu capturá-lo antes de realizar sue plano.
Como seus primeiros esforços foram tão rudemente rejeitados, Aleixo de início pretendeu cegá-lo — a punição costumeira para rebelião — mas foi dissuadido por João, que implorou por clemência por seu primo; em vez disso, o cabelo e barba de Gregório foram raspadas e ele foi exibido nas ruas da capital antes de ser colocado na Prisão de Anemas. No início, Gregório permaneceu obstinado e continuou lançar ataques ao imperador de sua cela, mas após a intercessão de seu amigo Nicéforo Briênio, o Jovem, o marido de Ana Comnena, ele foi persuadido a retratar-se e suplicar o perdão imperial. No fim, não foi apenas libertado e perdoado, mas recebeu altas honrarias. B. Skoulatos associa-o ao protovestiário homônimo que foi um dos ministros chefe no começo do reinado de João II Comneno (r. 1118–1143), embora geralmente seja considerado uma pessoa diferente.

## Caráter
Em suas cartas, Teofilacto de Ócrida, com aparente sinceridade, esbanjou louvores a Gregório e sua habilidade militar e administrativa, e confiou-lhe a missão de restaurar a glória perdida do império. Por outro lado, Ana Comnena apresenta uma imagem mais sóbria: apesar de sua rebelião, ela não é hostil, mas enfatiza seu caráter teimoso.